# 沖縄県立南部商業高等学校
沖縄県立南部商業高等学校（おきなわけんりつ なんぶしょうぎょうこうとうがっこう、英語:Nanbu Commercial High School）は、沖縄県島尻郡八重瀬町字友寄にある県立商業高等学校。通称は「南商」（なんしょう）。
県内初の女子硬式野球部が設立。
令和4年度には観光クリエイト科が新設される。

## 設置学科
- 流通ビジネス科：1クラス（40人）
- OA経理科：1クラス（40人）
- 情報ビジネス科：2クラス（80人）

## 沿革
- 1970年 - 設立。
- 1972年5月15日 - 沖縄返還により沖縄県立南部商業高等学校となる。
- 1973年8月 - 定時制課程を沖縄県立糸満高等学校より移管。
- 2007年4月 - 流通ビジネス科を設置。
- 2009年3月 - 商業科を廃科。
- 2017年4月 - やえせ高等支援学校併設
- 2022年4月 - 3学科名 流通クリエイト科・オフィスクリエイト科・デジタルクリエイト科
- 2022年4月 - 観光クリエイト科新設

## 交通アクセス

### 路線バス
出典 : 
| 運行事業者   | 路線・系統                                                                        | 下車停留所     |
| ------------ | --------------------------------------------------------------------------------- | -------------- |
| 沖縄バス     | 34番・東風平線 334番・国立劇場おきなわ線 35番・志多伯線 235番・志多伯おもろまち線 | 南部商業高校前 |
| 琉球バス交通 | 50番・百名（東風平）線 54番・前川線 83番・玉泉洞線                                | 南部商業高校前 |